# Aqua Security
Aqua Security es una plataforma de protección de aplicaciones nativas en la nube y una empresa homónima que desarrolla soluciones de seguridad para aplicaciones e infraestructuras. La empresa fue fundada en Israel en 2015 y alcanzó una valoración de 1.000 millones de dólares en 2021.
Aqua Security es conocida por sus herramientas clave de código abierto, como Trivy, un escáner de vulnerabilidades, Kube-hunter, una herramienta de pruebas de seguridad de Kubernetes, y Tracee, una herramienta forense y de seguridad en tiempo de ejecución. Además, cuenta con un equipo de investigación, Aqua Nautilus, que se centra en la investigación de la ciberseguridad del ecosistema nativo de la nube.

## Historia
Aqua Security fue fundada en Ramat Gan, Israel, en 2015 por Dror Davidoff, director general, y Amir Jerbi, director de tecnología. Ambos tienen experiencia en el sector de alta tecnología. Jerbi se especializa en el aspecto tecnológico de las operaciones, mientras que Davidoff se centra en los negocios y el marketing. La empresa se centraba inicialmente en la protección de cargas de trabajo de contenedores y añadió serverless (sin servidor) y VMs (máquinas virtuales) en 2017 para lograr capacidades integrales de la Plataforma de Protección de Carga de Trabajo en la Nube (CWPP, por sus siglas en inglés).
En septiembre de 2016, la empresa recaudó 9 millones de dólares en la financiación de Serie A liderada por Microsoft Ventures. Los inversores anteriores TLV Partners y Shlomo Kramer también participaron en la ronda, lo que elevó la inversión total de Aqua a 13,5 millones de dólares. Tras esta ronda, la empresa obtuvo una financiación de Serie B de 25 millones de dólares en 2017. En la primavera de 2017, la compañía abrió su oficina en Boston.
Aqua Security recaudó 62 millones de dólares en 2019 en una financiación liderada por Insight Partners, con la participación de Lightspeed Venture Partners, M12 (fondo de riesgo de Microsoft), TLV Partners y Shlomo Kramer.
Aqua recaudó 30 millones de dólares en una ronda de Serie D cerrada en mayo de 2020. En marzo de 2021, Aqua recaudó 135 millones de dólares en una financiación de Serie E, liderada por ION Crossover Partners con una valoración de 1.000 millones de dólares.
En junio de 2022, Aqua Security y el Centro para la Seguridad de Internet (CIS, por sus siglas en inglés) publicaron las primeras directrices formales para la seguridad de la cadena de suministro de software. La Guía de Seguridad de la Cadena de Suministro de Software del CIS ofrece a las empresas recomendaciones fundamentales para proteger la cadena de suministro de software frente a las amenazas.
En enero de 2024, la empresa recaudó 60 millones de dólares, ampliando su ronda de financiación de la Serie E a 195 millones de dólares.
La sede central mundial de la empresa se encuentra en Ramat Gan, Israel, junto con la sede de EE. UU. en Boston, Massachusetts, y el Centro de I+D en Hyderabad, India.

## Adquisiciones
En 2019, Aqua Security adquirió CloudSploit, una empresa de gestión de posturas de seguridad en la nube, que rastrea y aplica prácticas sobre la seguridad de las cuentas de usuarios y servicios en plataformas de nube pública como GitHub, AWS y Microsoft Azure. La empresa adquirió Argon, una startup con capacidades para proteger la cadena de suministro de software en diciembre de 2021. Ese mismo año, Aqua adquirió tfsec, un escáner de seguridad de código abierto para Infraestructura como Código (IaC, por sus siglas en inglés). La adquisición implicó la integración de tfsec en Aqua Trivy, añadiendo capacidades de escaneado de seguridad IaC. Los cofundadores de tfsec también se unieron a Aqua tras la adquisición. La plataforma de protección de aplicaciones nativas en la nube (CNAPP) de Aqua Security fue destacada por Gartner Inc. como de "gran impacto" en sus mejores tendencias tecnológicas estratégicas de 2022 aunque la empresa también preveía que la adopción generalizada de CNAPP podría tardar entre cinco y diez años.

## Productos de código abierto
Aqua Security ofrece una gama de funciones de seguridad diseñadas para entornos en contenedores y nativos de la nube a través de su plataforma Aqua. Esta plataforma proporciona protección a las aplicaciones desplegadas en contenedores, centrándose en áreas clave como el escaneado de imágenes, la protección en tiempo de ejecución y la aplicación de la normativa. La herramienta de escaneado de imágenes de Aqua examina las imágenes de contenedores y comprueba si presentan vulnerabilidades o malware, garantizando que solo se desplieguen imágenes seguras en producción. Su protección en tiempo de ejecución supervisa el comportamiento de los contenedores en tiempo real, detectando y mitigando las amenazas, mientras que la plataforma aplica el cumplimiento de las normas del sector mediante la integración con canalizaciones de CI/CD y herramientas de orquestación de contenedores como las de Kubernetes.
Aqua Security cuenta con un equipo de desarrollo de código abierto responsable de varias herramientas de código abierto, entre ellas Trivy y Tracee. El Escáner de Vulnerabilidades de Trivy fue adquirido por el equipo de código abierto de Aqua en 2019. Teppei Fukuda, el desarrollador responsable de Trivy, se unió al equipo de Aqua Security después de la adquisición. Existen otras herramientas como Kube-bench, Kube-hunter y chain-bench.

### Aqua Platform
Aqua Platform es una solución de seguridad nativa de la nube que ayuda a proteger aplicaciones, cargas de trabajo e infraestructuras en múltiples entornos de nube. La plataforma incluye herramientas para el análisis de vulnerabilidades, la protección en tiempo de ejecución y la gestión del cumplimiento durante todo el proceso de desarrollo. Aqua también proporciona herramientas populares de código abierto como Trivy para el análisis de vulnerabilidades, Kube-hunter para las pruebas de seguridad de Kubernetes y Tracee para la seguridad en tiempo de ejecución. Estas características hacen que sea una opción muy utilizada por las empresas que buscan asegurar sus entornos en la nube.

### Aqua Nautilus
Aqua Nautilus es el equipo de investigación dedicado dentro de Aqua Security que se centra en identificar y analizar las amenazas a la seguridad en entornos nativos de la nube.

### Trivy
Trivy de Aqua Security es un escáner de vulnerabilidades completo y de código abierto que se utiliza para detectar fallos de seguridad en imágenes de contenedores. Presentado en el libro Kubernetes in Production Best Practices, Trivy se destaca como una herramienta fundamental para asegurar las canalizaciones de CI/CD. Trivy escanea una variedad de imágenes base de contenedores populares, como Alpine, CentOS y Ubuntu, y su integración con las principales plataformas de CI/CD como Jenkins y GitLab.

### Tracee
Tracee es una herramienta de código abierto para la seguridad en tiempo de ejecución y el análisis forense desarrollada por Aqua Security. Está diseñada para detectar y analizar actividades sospechosas en entornos nativos de la nube aprovechando la ampliada tecnología Berkeley Packet Filter (eBPF) de Linux. Tracee proporciona una visibilidad profunda del comportamiento de los procesos en ejecución, lo que permite a los usuarios identificar anomalías, detectar amenazas a la seguridad y llevar a cabo investigaciones forenses. Resulta especialmente útil para supervisar aplicaciones en contenedores y descubrir posibles vulnerabilidades o exploits en tiempo real. Con su enfoque en la seguridad en tiempo de ejecución, Tracee es ampliamente adoptada por las comunidades DevOps y nativas de la nube para mejorar la supervisión del sistema y la detección de amenazas.

### Kube-hunter
Es una herramienta que realiza una evaluación de seguridad proactiva mediante el análisis de problemas y debilidades de seguridad comunes, como puertos abiertos, configuraciones inseguras y otros riesgos potenciales. Kube-hunter es ampliamente utilizada por los administradores y equipos de seguridad para fortalecer las implementaciones de Kubernetes, proporcionando información procesable para mitigar las amenazas identificadas. Su facilidad de uso y su capacidad para simular escenarios de ataque del mundo real hacen que sea una herramienta valiosa para mejorar la postura de seguridad de los entornos Kubernetes.